# Marilyn Munster
Marilyn Munster es un personaje de la teleserie The Munsters interpretado en la serie original por dos actrices; Beverly Owen en los primeros 13 episodios, Pat Priest en los 57 episodios posteriores.

## Biografía
Marilyn nació en una familia de vampiros y hombres lobo, los Drácula pero por no heredó ninguno de los rasgos físicos del resto de sus familiares teniendo el aspecto de una humana normal, el cual es encontrado desagradable para el resto de la familia. A pesar de que su familia la considera fea la tratan con cariño y amor, precisamente en un esfuerzo de hacerla sentir mejor. 
Ella es presentada como una joven universitaria veinteañera (con una edad menor a la de las actrices que la interpretaron en ese momento) y asiste al ficticio Westbury College en Mockingbird Heights.
No obstante su aspecto externo, Marilyn fue criada como un miembro más de la familia y por ende, comparte la misma cultura, criterios estéticos y gustos que el resto teniendo predilección por todo lo monstruoso, feo y macabro razón por la cual, ella misma se considera fea.
Si bien su madre nunca es vista en escena ni su nombre es mencionado nunca, si se establece que Marilyn es hija de la hermana de Lily.
Marilyn, que es una mujer atractiva para todos los hombres fuera de su familia, frecuentemente lleva a sus pretendientes a la casa donde se espantan al observar a los miembros de la Familia Munster, pero Marilyn siempre piensa que es ella, y su fealdad, la que los ahuyenta. 

## Actrices
El personaje fue interpretado por la actriz Beverly Owen en los primeros trece episodios, luego se casó y se mudó a Nueva York de California, donde se filmó la serie en Hollywood. A partir del decimocuarto episodio Marilyn fue interpretada por Pat Priest.
Debbie Watson fue Marilyn en la película de 1966 Munster Go Home y Jo McDonnell en la de 1981 The Munsters' Revenge.